# ابی (بارکینگ وداگنهام وارد)
ابی (بارکینگ وداگنهام وارد) (به انگلیسی: Abbey (Barking and Dagenham ward)) در بریتانیا است که در انگلستان واقع شده‌است.